# Paronymus ligora
Paronymus ligora är en fjärilsart som beskrevs av William Chapman Hewitson 1876. Paronymus ligora ingår i släktet Paronymus och familjen tjockhuvuden. Inga underarter finns listade i Catalogue of Life.